# Historia de Eslovaquia
Este artículo trata sobre la historia del territorio de Eslovaquia.

## Los eslavos
La población eslovaca original se asentó en el territorio general de Eslovaquia en el siglo V. Eslovaquia fue parte del centro del imperio de Samo en el siglo VII. El punto más alto del estado proto-eslovaco vino con la llegada de Cirilo y Metodio, y la expansión bajo el rey Svatopluk I.

## Reino de Hungría
Finalmente, Eslovaquia se convirtió en parte del Reino de Hungría entre los siglos XI y XIV, siendo conocida como Alta Hungría, debido a su relieve montañoso y como tal fue luego parte del Imperio austrohúngaro hasta 1918.

## Checoslovaquia

Eslovaquia independiente durante la Segunda Guerra Mundial.

Las repúblicas socialistas checa y eslovaca, que formaron Checoslovaquia entre 1969 y 1990.

Tras el final de la Primera Guerra Mundial, Eslovaquia se unió a las regiones de Bohemia y su vecinas Moravia y Rutenia para formar Checoslovaquia. 
Tras las pérdidas territoriales de finales de 1938  (por los acuerdos de Múnich y, sobre todo en territorio eslovaco, por el Primer arbitraje de Viena), Eslovaquia se convirtió en una república independiente en marzo de 1939 a la vez que Alemania ocupaba los territorios checos y Hungría Rutenia. El nuevo estado quedó prácticamente controlado por la Alemania nazi.
Checoslovaquia fue  restablecida tras la Segunda Guerra Mundial pero rápidamente cayó bajo la influencia de la Unión Soviética y su Pacto de Varsovia de 1945 en adelante.

## Eslovaquia independiente
En 1989 el final del comunismo en Checoslovaquia a través de la pacífica Revolución de Terciopelo y significó también la disolución de Checoslovaquia como tal y la creación de dos estados sucesores; Eslovaquia y República Checa separaron sus caminos después del 1 de enero de 1993. Eslovaquia se convirtió en miembro de la Unión Europea en mayo de 2004.
El ejército del país participó en la Invasión de Irak en 2003, aunque retiró sus tropas antes del final del conflicto consecuente.
La siguiente elección tuvo lugar el 17 de junio de 2006, donde el izquierdista Smer obtuvo el 29,14% (alrededor de 670 000 votos) del voto popular y formó una coalición con el Partido Nacional Eslovaco de Slota y el 'Movimiento por una Eslovaquia Democrática' de Mečiar. Su oposición estaba compuesta por los antiguos partidos gobernantes: el SDKÚ, el SMK y el KDH.
Smer ganó las elecciones de junio de 2010 con un 34,8%, pero Fico no pudo formar gobierno, por lo que se hizo cargo una coalición de SDKU, KDH, SaS y Most-Hid, con Iveta Radičová como la primera mujer primera ministra. 
Smer ganó las elecciones de 2012 con un 44,42%. Fico formó su Segundo Gabinete. Era un gobierno de partido único que reclamaba 83 de los 150 escaños. Apoyó oficialmente la posición de la UE durante la intervención militar rusa en Ucrania (2014-presente), pero a veces dudó de la eficacia de las sanciones de la UE contra Rusia. En otoño de 2015, durante la crisis migratoria europea, los líderes de los cuatro estados del Grupo de Visegrád rechazaron la propuesta de la UE de reasignar a 120.000 refugiados. La elección de 2016 tuvo lugar en marzo de 2016; algunos días después Fico formó su Tercer Gabinete, integrado por cuatro partidos.
El primer ministro de Eslovaquia, Robert Fico, renunció en marzo de 2018 luego de las protestas callejeras más grandes en décadas por el asesinato de Ján Kuciak, un periodista de investigación que investigaba la corrupción política de alto nivel vinculada al crimen organizado. El presidente eslovaco, Andrej Kiska, nombró a Peter Pellegrini como nuevo primer ministro para suceder a Fico.
En marzo de 2019, Zuzana Čaputová fue elegida como la primera mujer presidenta de Eslovaquia. Era miembro del partido liberal Eslovaquia Progresista, que no tenía escaños en el parlamento.
Después de las elecciones parlamentarias eslovacas de 2020, el partido Gente Común y las Personalidades Independientes ganaron las elecciones e Igor Matovič fue nombrado primer ministro en marzo de 2020. En abril de 2021, el primer ministro Eduard Heger prestó juramento dos días después de la dimisión de su predecesor Igor Matovič. Heger era un aliado cercano de Matovic y jefe adjunto de su partido Gente Común.